# ملحة سربول

تعديل مصدري - تعديل

ملحة سربول هي إحدى قرى عزلة جعار بمديرية خنفر التابعة لمحافظة أبين، بلغ تعداد سكانها 396 نسمة حسب تعداد اليمن لعام 2004.